# Hôtel de préfecture du Pas-de-Calais
L'hôtel de préfecture du Pas-de-Calais est un bâtiment situé à Arras (France). Il sert de préfecture au département du Pas-de-Calais.

## Localisation
L'édifice est situé dans le département français du Pas-de-Calais, sur la commune d'Arras.
Il borde la place de la Préfecture. Historiquement, celle-ci accueille en son centre la cathédrale Notre-Dame-en-Cité, détruite pendant la Révolution française et dont les ruines sont rasées au début des années 1800. Un jardin est aménagé puis, entre 1839 et 1846, est construite l'église Saint-Nicolas-en-Cité, de taille plus modeste que la cathédrale disparue. Un jardin public sépare l'église de l'hôtel de préfecture.

## Historique
Construit en 1770 par monseigneur de Conzié, alors évêque d'Arras, peu après son sacre, en 1769, le bâtiment de la préfecture est à l'origine le palais épiscopal de la cathédrale adjacente. 
L'évêque d'Arras, membre des États d'Artois, y recevait les députés de ces États, lors de leurs sessions.
En 1800, cet ancien palais devient la préfecture du Pas-de-Calais. 
L'édifice subit un incendie en 1836 et est reconstruit à l'identique en 1856.
Louis-Victor Bougron a travaillé à la sculpture des ornements du portail du bâtiment.
La préfecture est partiellement inscrite au titre des monuments historiques le 28 février 1995.